# Helmut Berding
Helmut Berding, né le 21 septembre 1930 à Quakenbrück et mort le 7 janvier 2019, est un historien allemand.

## Biographie
De 1959 à 1961, il étudie l'histoire, la philosophie et les études romanes à l'université de Göttingen et de 1961 à 1967 l'histoire, la philosophie et l'éducation à l'université de Cologne.
Il meurt le 7 janvier 2019 à l'âge de 88 ans